# Coligação Galega
Coaligação Galega (Colición Galega em galego-português da Galiza) é um partido político galego nacionalista e centrista de tendença conservadora que herdou os quadros da UCD galega, e o galeguismo do Partido Galeguista, do Partido Popular Galego ou do Partido Galego Social Demócrata.

## Coligação
Nasceu como coligação eleitoral para as eleições municipais de 1983, incorporando-se nele boa parte dos dirigentes (em especial Eulogio Gómes Franqueira) e militantes galegos da UCD logo após a dissolução desta nas eleições gerais de 1982, unindo-se a sectores galeguistas, em especial ao Partido Galeguista.

## Fundação do partido
Os bons resultados das eleições (125 000 votos) propiciaram, em 1984, a sua transformação num partido nacionalista moderado e centrista, ainda que mantivesse uma estrutura clientelar nas zonas rurais das províncias de Ourense e Lugo, herdada da UCD.
Nas eleições autonómicas (autárquicas) de 1985 sob a liderança de Paulo Gonçáles Marinhas, e o apoio activo da CIU, obteve 163 425 votos (13%).
No partido perfilam-se dois sectores: um partidário de pactuar com a esquerda e outro que advogava o apoio à direita. Foi este último a predominar e a permitir a eleição de Gerardo Fernándes Albor como Presidente da Junta.
Nas eleições Gerais de 1986 obtém só um deputado (Senén Bernárdez), o primeiro deputado nacionalista nas Cortes espanholas, logo no fim da II República.
Em janeiro de 1987 os sectores mais nacionalistas e progressistas de Coligação Galega, dirigidos por Paulo Gonçáles Marinhas e José Henrique Rodríguez Penha deixam o partido e formam o Partido Nacionalista Galego.
Depois do abandono de José Luís Barreiro do Partido Popular de Galicia em setembro de 1987, a Coligação Galega entrou no governo dirigido por Fernando González Laxe.
Nas eleições autonómicas de 1989 sofre um forte retrocesso eleitoral ao obter só 48.208 votos (3,6%) e 2 assentos.
Nas eleições autómicas de 1993, a Coaligação Galega fica sem representação parlamentar ao obter 6.098 votos (0,42%).
Actualmente, José Domingo Pousada Gonçáles é o presidente de Coligação Galega e Fernando Alonso Lourenço o seu secretário geral.
A CG teve 3 587 votos (0,21%) e 12 concelheiros nas eleições municipais de 2003 e 2 235 votos (0,12%) nas eleições gerais de 2004.

## Ligações
Web oficial de Coaligação Galega